# John Cassavetes
John Nicholas Cassavetes (Nova Iorque, 9 de dezembro de 1929 — Los Angeles, 3 de fevereiro de 1989) foi um ator e cineasta estadunidense. Frequentemente chamado de o "pai do cinema independente dos Estados Unidos", tornou-se uma referência no seu país por conta do seu estilo autoral e quase artesanal de trabalho, o qual incluía orçamento reduzido, produção independente e a mesma equipe de técnicos e atores - geralmente amigos do cineasta.[carece de fontes?]
Como ator, é mais conhecido por sua atuação em Os 12 Condenados e O Bebê de Rosemary.

## Vida e trabalho
Filho de imigrantes gregos Nicholas John Cassavetes e Katherine Demetri, cresceu em Long Island e cursou o curso secundário na Blair Academy, de Nova Jérsei, antes de estudar na American Academy of Dramatic Arts. Após se graduar em 1950, ele seguiu atuando no teatro, fez pequenos papéis em filmes e começou a trabalhar na televisão, onde atuou na série Alcoa Theatre.

### Primeiros filmes e atuações
Durante aquele tempo, ele conheceu e se casou com a atriz Gena Rowlands. Em 1956, Cassavetes começou a ensinar atuação em teatro em palestras em Nova Iorque. Foi durante um seminário que surgiu em Cassavetes a ideia de escrever e dirigir um filme sobre a improvisação, Este é Sombras, seu filme de estreia, de 1959.
Cassavetes angariou recursos para produção de seu filme com amigos e familiares. Não conseguindo distribuidores nos Estados Unidos, o jovem cineasta levou Sombras para a Europa, onde o filme foi contemplado com o Prêmio da Crítica do Festival de Veneza. Distribuidores europeus lançaram o filme mais tarde.
Embora o público norte-americano tenha desprezado a obra, ela chamou a atenção dos estúdios de Hollywood. Assim, Cassavetes mudou-se e produziu dois filmes para Hollywood, no começo da década de 1960: A Canção da Esperança (Too Late Blues, de 1961) e Minha Esperança É Você (A Child is Waiting, de 1963). Neste último, um desentendimento com um produtor levou Cassavetes a desistir do cinema dos grandes estúdios e foi o passo definitivo para ele se tornar um realizador independente.
Paralelamente à carreira de cineasta, Cassavetes atuou em filmes como Os 12 Condenados (de Robert Aldrich, 1967), pelo qual recebeu a indicação ao Oscar de melhor ator coadjuvante/secundário, e O Bebê de Rosemary (de Roman Polanski, 1968). Outras notáveis aparições incluem The Killers (de Donald Siegel, 1964) e A Fúria (de Brian DePalma, 1978).
Seu próximo filme como diretor (e sua segunda obra independente) foi Faces, filme que teve no elenco a esposa Gena Rowlands. Adaptado de uma peça teatral do próprio cineasta, Faces relatava a lenta desintegração de um casamento e recebeu três indicações ao Oscar - Melhor Roteiro Original, Melhor Ator coadjuvante/secundário para Seymour Cassel, que acompanharia Cassavetes em outras produções do cineasta, e Melhor Atriz coadjuvante/secundária para Lynn Carlin.
A seguir viriam Husbands, de 1970, o qual estrelaram Cassavetes, Peter Falk e Ben Gazzara, outro ator que acompanharia o cineasta em suas produções. No ano seguinte, foi lançado Tempo de Amar (ou Assim falou o amor), com Gena Rowlands e Seymour Cassel no elenco.

### Obras-primas nos anos 1970
Suas três obras-primas durante os anos 1970 foram produções independentes. Uma Mulher sob Influência, de 1974, no qual Gena Rowlands atuou de modo brilhante como uma problemática incompreendida dona de casa de classe média-baixa norte-americana. Ela recebeu uma indicação ao Oscar de Melhor Atriz, enquanto Cassavetes foi indicado ao prêmio de Melhor Diretor.
Ben Gazzara protagonizou um dono de um clube de strip em A Morte de um Apostador Chinês, de 1976. Em Noite de Estreia, de 1977, Gena Rowlands, John Cassavetes e Ben Gazzara encontraram-se (Peter Falk aparece no final do filme num papel não creditado). Rowlands fez o papel de uma atriz em crise por ter visto uma de suas fãs morrer, ao mesmo tempo que lida com uma complicada produção teatral na qual ela se sente insegura de interpretar um papel complexo na qual não consegue se identificar. Por este papel, Rowands recebeu uma indicação ao Globo de Ouro como Melhor Atriz - Drama em 1978.

### Final de carreira
Um de seus filmes mais populares foi Glória, de 1980, estrelado por Rowlands e o qual ela recebeu sua segunda indicação ao Oscar. Quatro anos mais, Cassavetes dirige Amantes, obra em que atua também com Rowlands, o último de ambos juntos. E Um Grande Problema, de 1986, seria o último filme do cineasta.
Cassavetes morreu de cirrose hepática em 1989, aos 59 anos, deixando a esposa Gena Rowlands e três filhos. Um deles, Nick Cassavetes, seguiu os passos do pai como ator e diretor.
Sepultado no Westwood Village Memorial Park Cemetery.

## Filmografia

### Como diretor
- Shadows (1959)
- Too Late Blues (1961)
- A Child Is Waiting (1963)
- Faces (1968)
- Husbands (filme) (1970)
- Minnie and Moskowitz (1971)
- A Woman Under the Influence (1974)
- The Killing of a Chinese Bookie (1976)
- Opening Night (1977)
- Gloria (1980)
- Love Streams (1984)
- Big Trouble (1986)

### Como ator
- Edge of the City (1957)
- The Killers (1964)
- The Dirty Dozen (1967)
- Rosemary's Baby (1968)
- Machine Gun McCain (1969)
- Husbands (1970)
- Two-Minute Warning (1976)
- Mikey and Nicky (1976)
- A Fúria (1978)
- Whose Life Is It Anyway? (1981)
- Tempest (1982)

"morte mal orquestrada" - série televisão Columbo

## Prêmios e nomeações

### 'Oscar
Indicações
- Melhor Diretor
  - 1974 - Uma Mulher sob Influência
- Melhor Ator (coadjuvante/secundário)
  - 1974 - Uma Mulher sob Influência
- Melhor Roteiro Original
  - 1968 - Faces

### 'Globo de Ouro
Indicações
- Melhor Diretor
  - 1974 - Uma Mulher sob Influência
- Melhor Ator Coadjuvane
  - 1967 - Os Doze Condenados
- Melhor Roteiro
  - 1970 - Os Maridos
  - 1974 - Uma Mulher sob Influência

### BAFTA
Indicações
- Melhor Filme
  - 1959 - Shadows

### Emmy
Indicações
- Melhor Ator (coadjuvante/secundário)
  - 1979 - Flesh & Blood

### Festival de Berlim
- Urso de Ouro
  - 1984 - Amantes
- Prêmio FIPRESCI
  - 1984 - Amantes

### Festival de Veneza
- Leão de Ouro
  - 1980 - Glória
- Prêmio Pasinetti
  - 1959 - Shadows